# Olympische Sommerspiele 1996/Teilnehmer (Litauen)
| Gelbes Symbol für Goldmedaillen mit stilisierten Olympischen Ringen | Graues Symbol für Silbermedaillen mit stilisierten Olympischen Ringen | Braundes Symbol für Bronzemedaillen mit stilisierten Olympischen Ringen |
| ------------------------------------------------------------------- | --------------------------------------------------------------------- | ----------------------------------------------------------------------- |
| —                                                                   | —                                                                     | 1                                                                       |

Litauen nahm bei den Olympischen Sommerspielen 1996 in der US-amerikanischen Metropole Atlanta mit 61 Sportlern, 16 Frauen und 45 Männern, in 14 Sportarten teil.
Seit 1924 war es die vierte Teilnahme Litauens bei Olympischen Sommerspielen.

## Flaggenträger
Der Schwimmer Raimundas Mažuolis trug die Flagge Litauens während der Eröffnungsfeier am 19. Juli im Centennial Olympic Stadium.

## Medaillengewinner
Mit einer gewonnenen Bronzemedaille belegte das litauische Team Platz 71 im Medaillenspiegel.

### Bronze
| Name/n | Sportart   | Wettkampf     |
| --- | ---------- | ------------- |
| Artūras Karnišovas, Arvydas Sabonis, Darius Lukminas, Eurelijus Žukauskas, Gintaras Einikis, Mindaugas Žukauskas, Rimas Kurtinaitis, Rytis Vaišvila, Šarūnas Marčiulionis, Saulius Štombergas und Tomas Pačėsas | Basketball | Herrenturnier |

## Teilnehmer nach Sportarten

### Basketball
- Herrenteam
Bronze

- Kader
Artūras Karnišovas
Arvydas Sabonis
Darius Lukminas
Eurelijus Žukauskas
Gintaras Einikis
Mindaugas Žukauskas
Rimas Kurtinaitis
Rytis Vaišvila
Šarūnas Marčiulionis
Saulius Štombergas
Tomas Pačėsas

### Boxen
- Vitalijus Karpačiauskas
Weltergewicht: 9. Platz

### Gewichtheben
- Ramūnas Vyšniauskas
Mittelschwergewicht: 23. Platz

### Judo
- Algimantas Merkevičius
Mittelgewicht: 9. Platz

### Kanu
- Vidas Kupčinskas
Zweier-Kajak, 500 Meter: Halbfinale
Zweier-Kajak, 1000 Meter: Halbfinale

- Vaidas Mizeras
Zweier-Kajak, 500 Meter: Halbfinale
Zweier-Kajak, 1000 Meter: Halbfinale

### Leichtathletik
- Povilas Fedorenka
Marathon: 70. Platz

- Česlovas Kundrotas
Marathon: DNF

- Dainius Virbickas
Marathon: DNF

- Valdas Kazlauskas
20 Kilometer Gehen: 44. Platz

- Daugvinas Zujus
50 Kilometer Gehen: 35. Platz

- Audrius Raizgys
Dreisprung: 23. Platz in der Qualifikation

- Saulius Kleiza
Kugelstoßen: 30. Platz in der Qualifikation

- Stefanija Statkuvienė
Frauen, Marathon: 40. Platz

- Sonata Milušauskaitė
Frauen, 10 Kilometer Gehen: 37. Platz

- Nelė Savickytė-Žilinskienė
Frauen, Hochsprung: 5. Platz

- Rita Ramanauskaitė
Frauen, Speerwurf: 22. Platz in der Qualifikation

- Remigija Sablovskaitė-Nazarovienė
Frauen, Siebenkampf: 10. Platz

### Moderner Fünfkampf
- Andrejus Zadneprovskis
Einzel: 13. Platz

### Radsport
- Remigijus Lupeikis
Straßenrennen: 95. Platz
Einzelzeitfahren: 28. Platz
4000 Meter Mannschaftsverfolgung: 11. Platz
Punktefahren: 13. Platz

- Raimondas Rumšas
Straßenrennen: Rennen nicht beendet

- Raimondas Vilčinskas
Straßenrennen: Rennen nicht beendet

- Linas Balčiūnas
Straßenrennen: Rennen nicht beendet

- Jonas Romanovas
Straßenrennen: Rennen nicht beendet

- Artūras Kasputis
Einzelzeitfahren: 21. Platz
4000 Meter Einzelverfolgung: 10. Platz
4000 Meter Mannschaftsverfolgung: 11. Platz

- Mindaugas Umaras
4000 Meter Mannschaftsverfolgung: 11. Platz

- Artūras Trumpauskas
4000 Meter Mannschaftsverfolgung: 11. Platz

- Jolanta Polikevičiūtė
Frauen, Straßenrennen: 5. Platz
Frauen, Einzelzeitfahren: 7. Platz

- Rasa Polikevičiūtė
Frauen, Straßenrennen: 12. Platz
Frauen, Einzelzeitfahren: 12. Platz

- Diana Žiliūtė
Frauen, Straßenrennen: DNF

- Rita Razmaitė
Frauen, Sprint: 13. Platz in der Qualifikation
Frauen, Punktefahren: Rennen nicht beendet

- Rasa Mažeikytė
Frauen, 3000 Meter Einzelverfolgung: 6. Platz

### Rhythmische Sportgymnastik
- Kristina Kliukevičiūtė
Einzel: Vorkämpfe

### Ringen
- Ruslanas Vartanovas
Fliegengewicht, griechisch-römisch: 14. Platz

- Remigijus Šukevičius
Bantamgewicht, griechisch-römisch: 12. Platz

- Ričardas Pauliukonis
Leichtschwergewicht, Freistil: 9. Platz

### Rudern
- Juozas Bagdonas
Zweier ohne Steuermann: 10. Platz

- Einius Petkus
Zweier ohne Steuermann: 10. Platz

- Birutė Šakickienė
Frauen, Einer: 14. Platz

### Schießen
- Daina Gudzinevičiūtė
Frauen, Doppel-Trap: 10. Platz

### Schwimmen
- Raimundas Mažuolis
50 Meter Freistil: 18. Platz
100 Meter Freistil: 18. Platz
4 × 100 Meter Lagen: 18. Platz

- Darius Grigalionis
100 Meter Rücken: 13. Platz
4 × 100 Meter Lagen: 18. Platz

- Mindaugas Špokas
100 Meter Rücken: 28. Platz

- Arūnas Savickas
200 Meter Rücken: 22. Platz

- Nerijus Beiga
100 Meter Brust: 28. Platz
200 Meter Brust: 32. Platz
4 × 100 Meter Lagen: 18. Platz

- Mindaugas Bružas
100 Meter Schmetterling: 54. Platz
200 Meter Schmetterling: 32. Platz
4 × 100 Meter Lagen: 18. Platz

- Laura Petrutytė
Frauen, 50 Meter Freistil: 16. Platz
Frauen, 200 Meter Freistil: 41. Platz

- Dita Želvienė
Frauen, 50 Meter Freistil: 31. Platz
Frauen, 100 Meter Freistil: 37. Platz
Frauen, 100 Meter Schmetterling: 39. Platz

### Tischtennis
- Rūta Garkauskaitė
Frauen, Einzel: 17. Platz